# Cantó d'Olargues

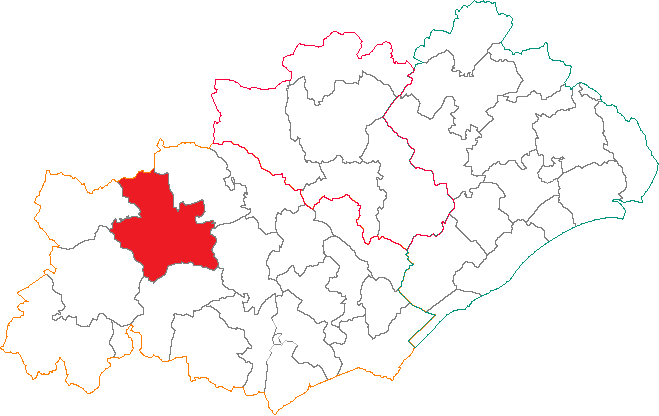
El cantó d'Olargues a l'Erau

El cantó d'Olargues és un cantó francès del departament de l'Erau, a la regió del Llenguadoc-Rosselló. Forma part del districte de Besiers, té 13 municipis i el cap cantonal és Olargues.

## Municipis
- Berlon
- Cambon e Salvèrgas
- Colombièiras d'Òrb
- Ferrièiras de Possaron
- Mònts
- Olargues
- Prumian
- Ròcabrun
- Lo Mas de la Glèisa
- Sant Julian
- Sant Martin de l'Arçon
- Sant Vincenç d'Olargues
- Viuça